# John Ditlev-Simonsen
John Peder Ditlev-Simonsen (Dypvåg, 18 de outubro de 1898 — Oslo, 10 de janeiro de 2001) foi um velejador norueguês, medalhista olímpico. Ele competiu nos Jogos Olímpicos de Verão de 1936 na classe 8 Metre e conquistou a medalha de prata na disputa realizada a bordo do Silja com Olaf Ditlev-Simonsen, Hans Struksnæs, Lauritz Schmidt, Jacob Thams e Nordahl Wallem.
Durante a Segunda Guerra Mundial, Ditlev-Simonsen estava entre vários noruegueses proeminentes presos como reféns pelos alemães durante a ocupação da Noruega. Após sua prisão em 26 de abril de 1943, ele foi transferido para o campo de concentração de Grini dois dias depois e recebeu o número de prisioneiro 7449, sendo libertado em 5 de maio de 1945. Seu irmão Olaf também foi preso e mantido como refém pelos alemães.